# Forcipata frigida
Forcipata frigida är en insektsart som först beskrevs av Bryan Patrick Beirne 1955.  Forcipata frigida ingår i släktet Forcipata och familjen dvärgstritar. Inga underarter finns listade i Catalogue of Life.